# Leucothoe rostrata
Leucothoe rostrata is een vlokreeftensoort uit de familie van de Leucothoidae. De wetenschappelijke naam van de soort is voor het eerst geldig gepubliceerd in 1908 door Chevreux.